# Technetium(VII)oxide
Technetium(VII)oxide is een radioactief oxide van technetium, met als brutoformule Tc2O7. De stof komt voor als een gele vaste stof en is een zeldzaam voorbeeld van een binair metaaloxide. Het is, in tegenstelling tot de meeste oxiden, goed oplosbaar in water, met vorming van het sterke pertechnetiumzuur (HTcO4). Het is qua structuur goed vergelijkbaar met renium(VII)oxide.

## Synthese
Technetium(VII)oxide kan bereid worden door oxidatie van technetium met zuurstof bij 450-500°C:
{\displaystyle {\ce {4Tc + 7O2 -> 2Tc2O7}}}

## Structuur, eigenschappen en reacties
De lengte van de dubbele binding Tc=O bedraagt 167 pm, de enkelvoudige binding meet 184 pm. De grootte van de hoek Tc-O-Tc bedraagt 180°.
Technetium(VII)oxide in vaste vorm is een goede geleider, terwijl de vloeibare vorm dat niet is. Het is licht-diamagnetisch en een sterkere oxidator dan renium(VII)oxide.
Technetium(VII)oxide kan beschouwd worden als het anhydride van pertechnetiumzuur. De reactie met natriumhydroxide, waarbij natriumpertechnaat gevormd wordt, kan dan ook als een klassieke zuur-basereactie beschouwd worden:
{\displaystyle {\ce {Tc2O7 + 2NaOH -> 2NaTcO4 + H2O}}}